# Al Wahda Tripoli
Al Wahda Tripoli is een Libische voetbalclub uit Tripoli die speelt in de Premier League, de Libische eerste klasse. De club werd in 1954 opgericht.

## Palmares
- Beker van Libië
  - Winnaar: 1993

Al Ahly Benghazi · Al Ahly Tripoli · Al Akhdar Derna · Al Ittihad Tripoli · Al Jazeera Tripoli · Al Madina Tripoli · Al Nasr Benghazi · Al Olympic Zaouia · Al Shat Tripoli · Al Soukour · Al Tahaddy Benghazi · Al Wahda Tripoli · Khaleej Syrte · Ngom Egdabya